# Filosoficamente
Filosoficamente è una commedia in atto unico scritta da Eduardo De Filippo nel 1928, contenuta nella raccolta intitolata Cantata dei giorni pari.

## Storia
La commedia fu scritta da Eduardo nel 1928, lo stesso anno in cui il grande drammaturgo intese sperimentare la nuova strada di mettersi in proprio facendo compagnia con i fratelli Peppino e Titina, riassumendo in sé le tre funzioni di autore, attore e direttore artistico.
La messa in scena della commedia venne autorizzata il 16 settembre 1932, ma Eduardo non rappresenterà mai questo lavoro teatrale, al pari del successivo Occhiali neri.
La commedia non ha subito rimaneggiamenti nel corso degli anni e, dopo la prima pubblicazione nella Cantata dei giorni pari, nel 1959, è rimasta praticamente inalterata.

## Trama
Gaetano Piscopo, impiegato di modeste condizioni economiche, ha due figlie ormai grandi, Margherita e Maria che, con sua grande preoccupazione, non si sono ancora sposate. Una festa organizzata in casa permette alle ragazze di conoscere due spasimanti, Arturo e Vincenzo: due uomini giovani e carini, ma con gravi deficit visivi, in quanto uno è completamente cieco, e l'altro fortemente miope. La commedia è comunque a lieto fine, con le figlie di Gaetano che sposeranno i due ragazzi soprassedendo alle loro pecche fisiche.